# Короневский, Валентин Максимович
Валентин Максимович Короневский (укр. Валентин Максимович Короневський; род. 19 апреля 1950, Измаил) — украинский экономист, с 18 июня 1996 по 25 февраля 1997 года — министр финансов Украины. Государственный служащий 1-го ранга, заслуженный экономист Украины (2006).

## Биография
Родился 19 апреля 1950 года в Измаиле в семье служащего.
В 1965—1968 годах учился в Одесском финансово-кредитном техникуме, в 1973 году окончил Одесский институт народного хозяйства по специальности «Бухгалтерский учёт».
После окончания техникума был распределен в Запорожский облфинотдел, в котором работал до назначения на пост министра: с августа 1968 года по март 1972 года — экономист финотдела, до ноября 1975 года — старший экономист, до августа 1985 года — начальник отдела финансирования местного хозяйства, до мая 1987 года — заместитель начальника финансового управления — начальник бюджетного отдела, до октября 1990 года — заместитель начальника финансового управления, до декабря 1995 года — начальник финансового управления исполкома Запорожского областного совета народных депутатов, до июня 1996 года — начальник финансового управления Запорожской ОГА.
С 18 июня 1996 по 25 февраля 1997 года — министр финансов Украины; управляющий от Украины в ЕБРР, член СНБО Украины. С апреля 1997 года — замглавы правления Ощадбанка. С сентября 1999 по 22 августа 2011 года — замглавы правления Пенсионного фонда Украины.
По его инициативе Кабинет министров в сентябре 1996 года одобрил Постановление «О повышении роли и ответственности Министерства экономики и Министерства финансов в формировании и реализации государственной экономической и финансово-бюджетной политики».
Награждён почетной грамотой Кабинета министров Украины (2000).
Женат, есть сын.